# 119년

## 연호
- 후한(後漢) 원초(元初) 6년

## 기년
- 후한(後漢) 안제(安帝) 13년
- 신라(新羅) 지마이사금(祗摩 泥師今) 8년
- 고구려(高句麗) 태조대왕(太祖大王) 67년
- 백제(百濟) 기루왕(己婁王) 43년

## 탄생
고구려(高句麗)의 9대 국왕 고국천왕(高國天王)